# Nayabtigungu Congo Kaboré
Emmanuel Nayabtigungu Congo Kaboré (n. 20 de juny del 1948) és un polític burkinabès i líder del partit Moviment per la Tolerància i el Progrés (MTP).
Corrent com a candidat presidencial del MTP a les eleccions del 13 de novembre del 2005, Kaboré va quedar últim dels 13 candidats, rebent el 0,32% dels vots.